# Diocesi di Rima
La diocesi di Rima è un'antica sede della Chiesa d'Oriente, suffraganea dell'arcidiocesi di Perat-Maishan, attestata dal IV all'XI secolo.

## Storia
Rima (o anche Beit Rima o Raima) è il nome siriaco della città conosciuta in persiano come Shad-Shapur e in arabo come Dair-Mihraq; la città fu fondata dal re Sapore II, che vi trasferì i prigionieri bizantini deportati durante le sue vittoriose campagne militari. La città faceva parte della provincia di Maishan, sulla riva sinistra del Tigri, a poche decine di chilometri a nord-est di Perat-Maishan, l'odierna Bassora nel sud dell'Iraq.
La città fu sede di una diocesi nestoriana della Chiesa d'Oriente; il concilio di Seleucia-Ctesifonte, indetto dal patriarca Mar Isacco nel 410, assegnò la diocesi alla provincia ecclesiastica di Maishan, suffraganea dell'arcidiocesi di Perat-Maishan. Il Synodicon orientale menziona otto vescovi che governarono questa chiesa e che presero parte ai concili della Chiesa dal 410 al 605; sembra che nel 410 Rima possedesse due vescovi, cosa non inconsueta nella storia della Chiesa persiana di questo periodo, Abramo di Rima e Abai di Beth Rima, che firmarono gli atti conciliari.
La Cronaca di Seert aggiunge altri due vescovi, vissuti nel IV secolo. Il primo è Andrea, che fu tra i vescovi che si opposero al tentativo di Papa bar Aggai, vescovo di Seleucia-Ctesifonte, di imporre la sua sede come la prima delle diocesi dell'impero persiano; il secondo è Abdiso, menzionato nel 395 circa. Nell'elenco delle diocesi nestoriane redatto da Elia di Damasco alla fine del IX secolo, la diocesi assume il nome di Nahr al-Dayr; con questo titolo un vescovo anonimo prese parte alla consacrazione del patriarca Elia I nel 1028.

## Cronotassi dei vescovi
- Andrea † (prima metà del IV secolo)
- Abdiso † (menzionato nel 395 circa)
- Abai † (menzionato nel 410)
- Abramo † (prima del 410 - dopo il 424)
- Bagesh † (menzionato nel 486)
- Marai † (menzionato nel 497)
- Abramo † (menzionato nel 544)
- Sargis † (menzionato nel 554)
- Melchisedec † (menzionato nel 585)
- Yohannan † (menzionato nel 605)
- Anonimo † (menzionato nel 1028)